# NGC 803
NGC 803 (другие обозначения — UGC 1554, MCG 3-6-28, ZWG 461.38, IRAS02010+1547, PGC 7849) — гравитационно изолированная спиральная галактика (Sc) в созвездии Овен, расположена на расстоянии около 94 миллионов световых лет от Млечного Пути. Галактика находится посередине между NGC 821 и NGC 722, имеет магнитуду 12,4. Открыта Уильямом Гершелем в 1786 году.

## Описание
Описание Дрейера: «очень тусклый, маленький объект неправильной, но круглой формы, немного более яркий в середине, в 3,5 секундах времени к западу видна звезда 10-й величины».
Класс яркости NGC 803 — III, она имеет широкую линию HI. Кроме того, это полевая галактика, то есть она не принадлежит кластеру или группе и поэтому гравитационно изолирована.
Этот объект входит в число перечисленных в оригинальной редакции «Нового общего каталога».
1 февраля 2011 в 05:18 UT астероид (309) Фратернитас прошёл в 0.45 угловых минут от центра галактики NGC 803.